# Decoy (guerra elettronica)
Il Decoy (in italiano inganno radar) è un dispositivo per la guerra elettronica impiegato per confondere i sistemi d'arma basati sull'utilizzo del radar. Rappresenta una delle tecniche di EA "Electronic Attack", precedentemente note come ECM o contromisure elettroniche.

## Storia

### Seconda guerra mondiale

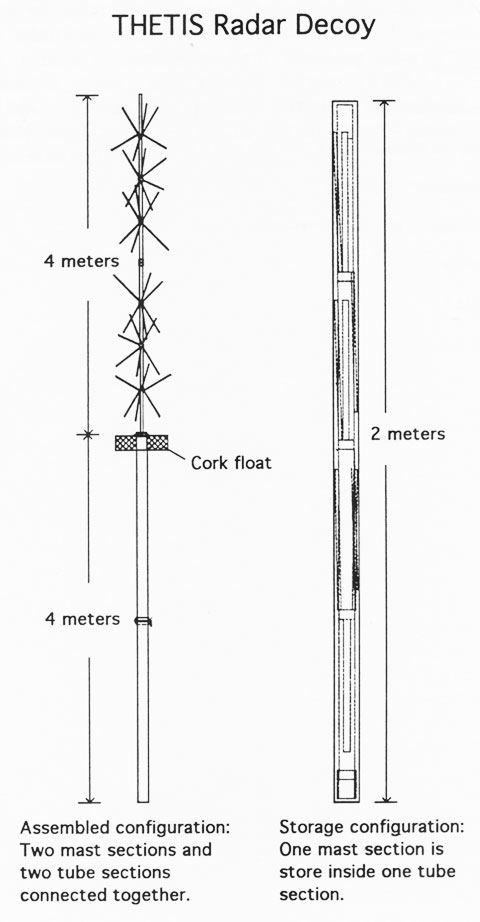
Il tedesco Thetis, uno dei primi decoy utilizzato per la guerra elettronica

Nel corso della seconda guerra mondiale, lo sviluppo tecnologico del radar e il conseguente utilizzo nelle operazioni di guerra, spinse i laboratori di ricerca dei paesi belligeranti a porsi il quesito di quali contromisure adottare. Gli studi, condotti autonomamente dalle varie nazioni, portarono come primo risultato allo sviluppo del "chaff" da utilizzare per la protezione dei raid aerei.
Parallelamente, il Telecommunications Research Establishment (TRE) inglese, sviluppò il rope ("corda" in inglese). Il rope era sostanzialmente costituito da una striscia di metallo lasciata cadere dagli aerei e in grado di simulare un'eco radar simile a quella di un velivolo per confondere la difesa aerea tedesca. Il rope durante la caduta si muoveva in base all'andamento delle correnti atmosferiche e, in un secondo momento, perse di efficacia con il raffinarsi delle tecniche radar basate sull'effetto Doppler, in grado di misurare le velocità dei bersagli e discriminare le tracce distinguendo tra velivoli e inganni in base alla velocità.
Sul fronte opposto, i tedeschi svilupparono degli inganni radar nel corso della Battaglia dell'Atlantico combattuta sul mare tra cacciatorpediniere alleati e sommergibili tedeschi. Gli U-Boot tedeschi impiegarono due tipi di decoy: L'Aphrodite e il Thetis. Il primo era un sistema basato su palloni ad idrogeno e riflettori radar, il secondo era un vero e proprio generatore di eco radar che replicava elettronicamente la superficie radar di un U-Boot. In entrambi i casi, il piano di impiego prevedeva il dispiegamento di questi inganni nel golfo di Biscaglia con lo scopo di disperdere gli sforzi degli aerei da ricognizione e dei cacciatorpediniere alleati, coprendo la fuga ai sommergibili tedeschi. Ogni sommergibile portava 60 palloni Aphrodite e 12 Thetis.

### La guerra fredda

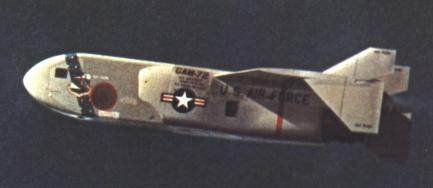
Il GAM-72 o ADM-20A utilizzato dall'USAF negli anni sessanta

Con l'aumentare della velocità raggiunta dai velivoli, fu sempre più semplice per gli operatori delle difese aeree distinguere tra inganni e bersagli reali. I primi sforzi per creare decoy abbastanza veloci da potersi confondere con i veri aerei vennero compiuti negli anni cinquanta dagli Stati Uniti. Lo Strategic Air Command "SAC" nell'ambito del proprio ruolo nella guerra fredda, era preoccupato circa la reale capacità dei bombardieri strategici di penetrare la difesa aerea Sovietica per raggiungere i propri obiettivi. Venne quindi affrontato uno sforzo di sviluppo che portò a realizzare dei missili per utilizzarli come decoy. 
Nacquero il GAM-71 "Buck Duck", propulso da un motore a razzo e progettato per essere imbarcato sul Convair B-36 imitandone la traccia radar, il XSM-73 "Goose", un decoy con motore a getto a lungo raggio lanciato da terra e l'ADM-20 "Quail", un decoy aviolanciato dotato di motore a getto imbarcato sui Boeing B-52 "Stratofortress". Solo quest'ultimo si rivelò sufficientemente efficace e trovò impiego negli anni sessanta, per poi essere dichiarato obsoleto nel 1972 e ritirato nel 1978.
Dall'altra parte della cortina di ferro, i Sovietici utilizzarono obsoleti ASCM (Air to Surface Cruise Missile) K-10S / AS-2 Kipper  per convertirli in droni ECM.
In effetti ogni missile può essere trasformato in un decoy rimuovendo la testata bellica, del peso di decine (per esempio lo AGM-84 Harpoon o l'Otomat o l'Exocet) o centinaia di chili di esplosivo (come nel Tomahawk e nell'AS-4 Kitchen) e sostituendolo con sistemi di guida più o meno intelligenti che gli facciano tenere un determinato profilo di volo.

## Attualità

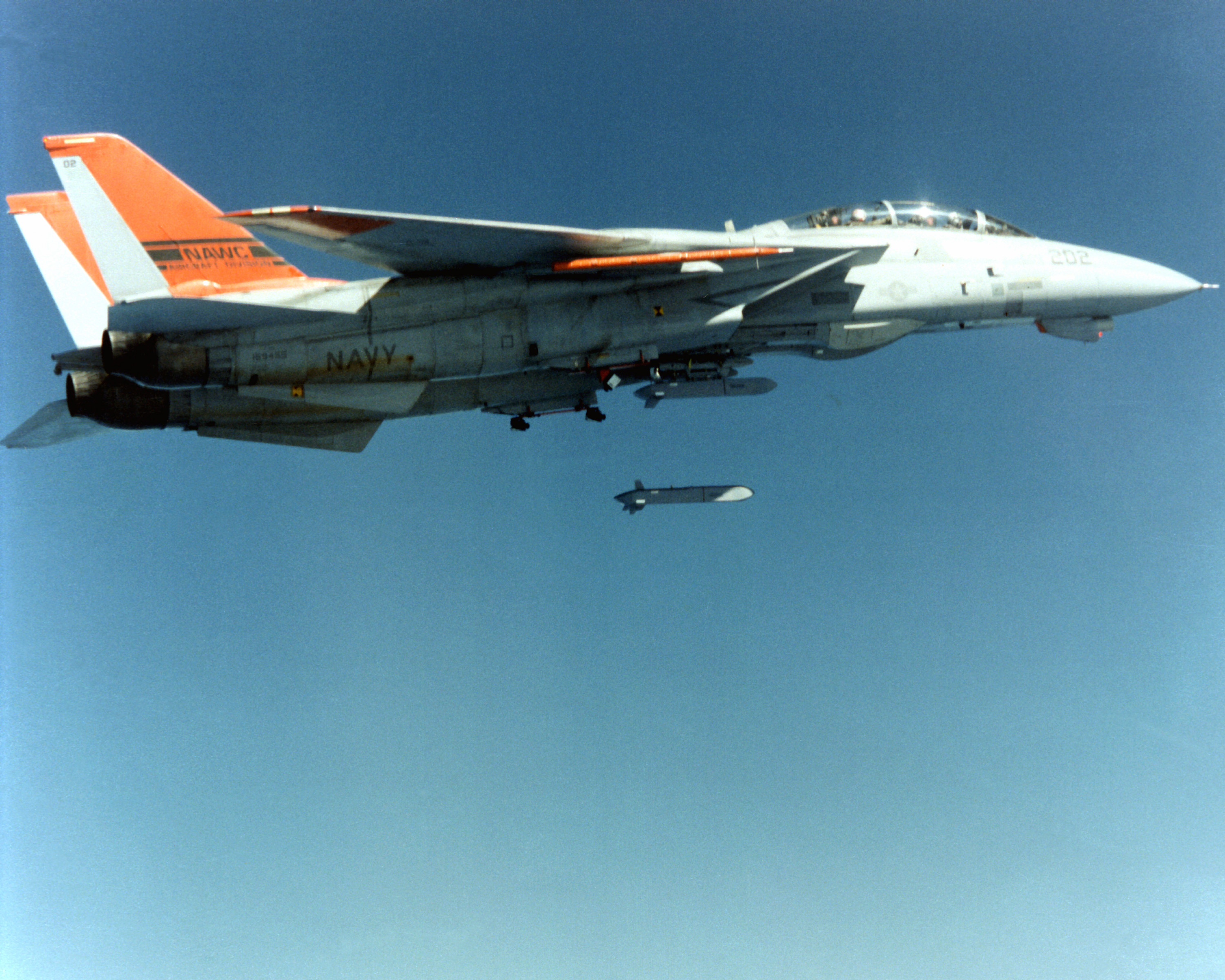
Un missile TALD lanciato da un F14 della US Navy

Tra gli esempi di decoy modernamente utilizzati si possono considerare lo statunitense-australiano Nulka e il Seagnat inglese per impiego navale, l'ADM-160 MALD e l'ADM-141 TALD, missili decoy americani utilizzati dall'USAF e dalla U.S. Navy in grado di imitare la traccia radar della maggior parte dei velivoli in servizio, l'ALE-50 Towed Decoy System, un sistema trainato con un filo durante il volo dai caccia americani e utilizzato per difendersi dai missili a guida radar in avvicinamento.
La Marina Militare Inglese monta a bordo delle proprie navi il sistema Siren, un sistema decoy attivo in grado di attirare i missili anti-nave lontani dall'imbarcazione stessa.